# Splitoperatie 1944
De Splitoperatie 1944 omvatte een reeks acties uitgevoerd door het 8e Dalmatische Korps van de Joegoslavische partizanen met als doel de Dalmatische havenstad Split te bevrijden, van 18 tot 26 oktober 1944. De operatie wordt in de Joegoslavische literatuur soms beschouwd als de eerste fase van de Kninoperatie op basis van een algemeen offensief plan in Richtlijn No.3 van het 8e Korps, dat pas werd uitgegeven nadat de stad al was bevrijd.

## Strijdverloop
In tegenstelling tot de Splitoperatie van 1943, die een reactie was op de Italiaanse overgave, was de operatie in 1944 een reactie op het Duitse terugtrekkingsplan van de Adriatische kust (Operatie Herbstgewitter (IV)).
De vroege terugtrekking van de 118e Jäger-divisie uit het Omiš-gebied op 17/18 oktober in plaats van 30 oktober liet de flank van de 264e Infanteriedivisie open met een kustlijn van Stobreč tot de Neretva. Dit gaf de mogelijkheid voor de landing van de 26e Dalmatische Divisie op het vasteland, maar slechts twee brigades waren beschikbaar om deze kans te benutten: de 1500 man sterke 12e Dalmatische brigade op Brač en de 700 man sterke 3e Overzeese Brigade op Vis waren onmiddellijk beschikbaar. De 1e en 11e Dalmatische Brigades waren in gevecht in het gebied van Neum - Ston – Vukov Klanac. Ook was de beschikbare transportcapaciteit op zee onvoldoende om gelijktijdige landingen van beide brigades uit te voeren.
De staf van de 12e Dalmatische Brigade besloot onmiddellijk het 3e bataljon te laten landen in de sector Baška Voda – Donja Brela en het 1e bataljon bij Omiš, om een bruggenhoofd te vormen. De brigade stuurde een verzoek naar de divisie voor landingsvaartuigen, die op tijd arriveerden om succesvolle landingen uit te voeren in de avond van 18 oktober. De troepen van de landing van het bataljon bij Mali Rat begon zijn opmars naar Split, terwijl die van de tweede landing in Donja Brela oprukte naar Baška Voda, waarbij ze 30 Ustaša gevangennamen en de Duitse achterhoede van het 738e Jäger-Regiment tegenkwam bij Dubci, die de weg naar Zadvarje blokkeerde.
Tijdens de nacht van 19/20 oktober transporteerde de Partizanen Marine de 2e en 4e bataljons van de 12de Brigade van Brač naar de haven van Krilo. Erbij waren ook twee Stuart-tanks van de 1ste Tankbrigade en een bergkanonbatterij. Eén bataljon werd naar Split gestuurd en het tweede bleef in reserve.
De eerste twee bataljons van de 3e Overzeese Brigade landden in de ochtend van 21 oktober in Rogoznica in de baai van Pisak. Nu Zadvarje al bevrijd was, werd er één bataljon naar Makarska gestuurd, dat op 19 oktober door Duitsers en Ustaša was verlaten, waarbij de haven werd vernield maar een grotere hoeveelheid militair materieel achter was gelaten.
Omdat de 26e Divisie wijd verspreid was, slaagde de 12e Brigade alleen er niet in om vooruitgang te boeken door de Duitse verdedigingslinie voor Split tussen Stobreč en Žrnovica.
In het binnenland begon de 20e Dalmatische Divisie zich ook te roeren. Diens aanval op het gebied van Sinj begon twee dagen voordat de officiële richtlijn werd gegeven vanwege gunstige omstandigheden. Delen van de 264e Infanteriedivisie trokken zich al op 5/6 oktober van Sinj naar Klis terug, en liet daarbij alleen de NDH (Kroatisch: Nezavisna Država Hrvatska) gevechtsgroep Cetina achter in het gebied van Sinj. Deze 1700 man sterke gevechtsgroep kon nu door de 20e Divisie gemakkelijk omsingeld en vernietigd worden, voordat het ook kon terugtrekken. De meeste troepen van deze gevechtsgroep gaven zich over en voegden zich later bij de partizanen. De 20e Dalmatische divisie had slechts 9 doden en 31 gewonden. De vernietiging van de Cetina-groep versnelde de Duitse terugtrekkingen uit Split.
Op 25 oktober volgde de gecombineerde aanval op de stad Split. Vanuit Sinj richting Klis rukte de 26e Divisie op en langs de kust de 20e Divisie. Die laatste kwam die dag tot Žrnovnica. De weerstand van de gecombineerde Duitse-Ustaša troepen was in eerste instantie stevig, maar verzwakte weldra. De Duitse troepen trokken zich intussen terug naar het noordwesten langs de kust, naar Šibenik. Om 7:00 van 26 oktober trokken delen van de 10e Brigade de stad binnen.
Ongeveer 700 Kroatische soldaten en matrozen van de Binnenlandse Defensie bleven in Split om de Duitsers te verhinderen vernielingen uit te voeren en gaven zich over aan de partizanen. Later voegden velen zich bij hun gelederen.

## Slagorde Duitse troepen
- Kampfgruppe Müller (Oberstleutnant Müller)
  - 892e Infanterieregiment
  - 26e bataljon van de 6e Ustaša-brigade
  - gevechtsgroep Cetina
  - 27e Ustaša-bataljon
  - 3e bataljon van de 7e Ustaša-brigade

## Slagorde NOVJ troepen
- 20e Dalmatische Divisie
  - 8e Dalmatische Brigade
  - 9e Dalmatische Brigade
  - 10e Dalmatische Brigade
- 26e Dalmatische Divisie (Kolonel Božo Božović)
  - 12e Dalmatische Brigade
  - 3e Overzeese Brigade

## Nasleep
Hoewel Kampfgruppe Müller erin slaagde terug te trekken met weinig slachtoffers, resulteerde de mislukking in het uitvoeren van de vernielingen, naast politiek, ook in een enorme strategische overwinning voor Joegoslavische partizanen die een waardevolle logistieke basis verwierven voor toekomstige operaties. Dit is des te belangrijker gezien het feit dat de haven van Zadar, die al zwaar beschadigd was door geallieerde bombardementen, verder werd verwoest door Duitse vernielingen.
De bevrijding van Split was een belangrijke overwinning voor de NOVJ. Het was de eerste grote Joegoslavische stad die zonder noemenswaardige hulp van andere mogendheden bevrijd werd.